# Mimétiz
Mimétiz (antes llamado El Corrillo) es el núcleo de población más importante del concejo de Zalla (Vizcaya). Su población es de 5.343 vecinos, el 65% de la población del municipio.
Su nombre en español proviene de haberse formado el núcleo de población como un corrillo de casas en torno a la parroquia de San Miguel de Zalla. Actualmente Mimétiz es un topónimo poco utilizado en términos coloquiales, ya que al actuar este barrio como capital del municipio se suele utilizar el genérico Zalla.

## Barrios de Mimétiz
San Miguel, Ligueti, Tepeyac, San Pedro, Etxalde, San Pedro Zariquete, Artebizkarra, La Vecindad, Landarondo, El Carmen, El Charco, Ibaiondo, Lusa, El Baular, La Magdalena, Bilbato, El Llano y San Cristóbal.

## Parroquia de San Miguel de Zalla
Es la iglesia matriz del concejo de Zalla en Vizcaya, fundada en el siglo XII por los señores de Ayala. El hijo del municipio José de Yermo y Santibáñez, que llegaría a ser obispo de Ávila y arzobispo de Santiago de Compostela la dotó de importantes riquezas a principios del siglo XVIII. Entre otras cosas, sufragó la torre actual, el coro e importantes dotaciones en ornamentos y reliquias, todas ellas desaparecidas en el saqueo que sufrió Zalla en 1808 por las tropas de Napoleón en la Guerra de la Independencia española. El cuerpo de la iglesia es del siglo XIX. Se reedificó y amplió en el año 1738, convirtiéndola en un edificio de una sola nave con bóvedas de estilo renancestista, teniendo además dos capillas, siete altares, torre, campanario, pórtico y retablo policromado, rentando hasta 20 000 maravedíes anuales en la pesquisa de patronato de iglesias del año 1487. Desde mediados del siglo XVIII, la iglesia de San Miguel de Zalla quedó agregada a la Archibasílica de San Juan de Letrán en Roma. La iglesia fue utilizada como camposanto para los vecinos, ya que han sido encontradas 140 sepulturas familiares numeradas en el subsuelo. Como patrón del municipio la festividad se celebra el 29 de septiembre. En la última reforma se construyó el edificio adosado a la parroquia para usos culturales de la juventud del municipio de Zalla.